# اعظم آخوندی
اعظم آخوندی آبادچی (متولد ۳۰ شهریور ۱۳۶۵ نجف‌آباد) معروف به اعظم آخوندی بازیکن فوتسال اهل ایران و عضو تیم ملی فوتسال زنان ایران است. وی اولین بانوی لژیونر فوتسال ایران است و سابقه حضور در مسابقات قهرمانی بانوان مالدیو را دارد.
این بازیکن به همراه تیم ملی فوتسال زنان ایران در سال ۲۰۱۵ موفق به کسب قهرمانی تاریخی فوتسال بانوان در مسابقات جام ملت های آسیا در مالزی شد.
همچنین او همراه با تیم ملی فوتسال در جام جهانی گواتمالا حاضر شد و موفق به کسب رده هفتم این مسابقات شدند.
وی در رده باشگاهی نیز سابقه حضور در تیم های سایپا، ملی حفاری، پالایش نفت آبادان و club immigration مالدیو را دارد.

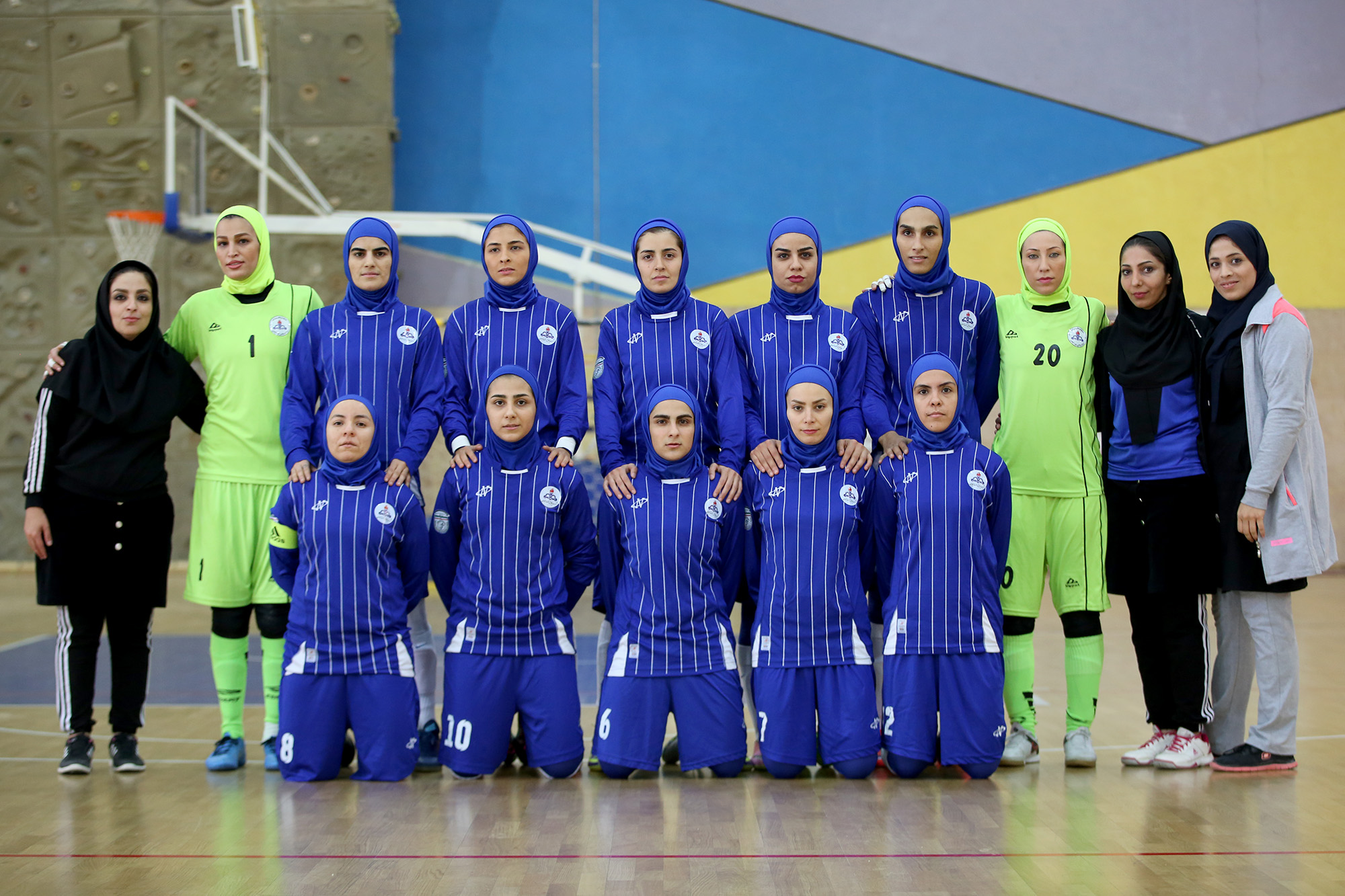
اعظم آخوندی دروازه‌بان باشگاه پالایش نفت آبادان ایستاده در سمت چپ دومین نفر

## افتخارات
- قهرمانی در جام ملت‌های فوتسال بانوان آسیا به همراه تیم ملی فوتسال بانوان ایران (۲۰۱۵)
- مقام هفتمی جام جهانی ۲۰۱۵ گواتمالا همراه با تیم ملی فوتسال بانوان ایران